# Mein Song für dich
Mein Song für dich ist eine Komödie aus dem Jahr 2010. Die Hauptrolle übernahm Jeanette Biedermann. Die Erstausstrahlung fand am 23. November 2010 in Sat.1 statt.

## Handlung
Marc O. ist ein Rüpel-Rocker und auf der Flucht. Nachdem er sich mit seinem Manager geprügelt hat, stiehlt er dessen Oldtimer – und landet schließlich im beschaulichen Düvelsfleth. Mit auch nur einem einzigen Cent in der Tasche klopft er bei Tankstellenbesitzerin Chris, die ihn aufnimmt.
Doch beide könnten gegensätzlicher musikalisch nicht sein: Chris singt im örtlichen Gospelchor und Marc trauert nur noch seiner Karriere als Rocker nach. Doch dann hört er ihre grandiose Stimme. Und ihr Verhältnis beginnt sich zu ändern.

## Kritiken
„"Mein Song für Dich" ist … deutlich ärmer an Überraschungen, oder richtiger gesagt: Das Drehbuch … hebt sie fürs Finale auf.“

„… Am grausamsten ist die Sängerinnen-Darstellerin Biedermann, wenn sie in einer vermutlich Einsamkeit symbolisierenden Szene am Flügel der heimischen Tankstelle im neudeutschen Stöhn-R’n’B Sehnsuchtslaute von sich gibt. …“

„Dem Film sieht man … sein schmales Budget nicht auf den ersten Blick an.“

„Kein Zweifel: die Platte, die Sat.1 dem Zuschauer hier andrehen möchte, hat einen Sprung.“